# Dyskografia Stinga
Dyskografia Stinga.

## Albumy studyjne
| 1985                           | The Dream of the Blue Turtles - Data: 1 czerwca 1985 (UK) - Wydawca: A&M Records          | 3  | 1  | 13 | –  | 1  | 4  | 4  | 5  | 6  | 2  | –  | - UK: 2× platyna - US: 3× platyna                          |
| 1987                           | …Nothing Like the Sun - Data: 1 października 1987 (UK) - Wydawca: A&M Records             | 1  | 33 | 3  | –  | 3  | 13 | 2  | 7  | 3  | 9  | –  | - UK: platyna - US: 2× platyna                             |
| 1988                           | …Nada Como el Sol (minialbum) - Data: 16 lutego 1988 (UK) - Wydawca: A&M Records          | –  | –  | –  | –  | –  | –  | –  | –  | –  | 18 | –  | –                                                          |
| 1991                           | The Soul Cages - Data: 22 stycznia 1991 (UK) - Wydawca: A&M Records                       | 1  | 3  | 3  | –  | 1  | 4  | 2  | 4  | 1  | 2  | –  | - UK: złoto - US: platyna - FIN: złoto                     |
| 1993                           | Ten Summoner’s Tales - Data: 9 marca 1993 (UK) - Wydawca: A&M Records                     | 2  | 9  | 1  | 5  | 5  | 22 | 3  | 10 | 3  | 2  | –  | - UK: 2× platyna - US: 3× platyna - FIN: złoto             |
| 1996                           | Mercury Falling - Data: 12 marca 1996 (UK) - Wydawca: A&M Records                         | 4  | 14 | 1  | 35 | 3  | 7  | 4  | 2  | 1  | 5  | –  | - UK: platyna - US: platyna - POL: złoto                   |
| 1999                           | Brand New Day - Data: 27 września 1999 (UK) - Wydawca: A&M Records                        | 5  | 21 | 1  | 3  | 7  | 16 | 1  | 4  | 2  | 9  | 29 | - UK: platyna - US: 3× platyna - POL: platyna - FIN: złoto |
| 2003                           | Sacred Love - Data: 30 września 2003 (UK) - Wydawca: A&M Records                          | 3  | 13 | 2  | 5  | 3  | 13 | 3  | 3  | 1  | 3  | 1  | - UK: złoto - US: platyna                                  |
| 2006                           | Songs from the Labyrinth - Data: 10 października 2006 (UK) - Wydawca: Deutsche Grammophon | 24 | –  | 40 | 20 | 39 | –  | –  | 30 | 31 | 25 | 7  | - POL: złoto                                               |
| 2009                           | If on a Winter's Night... - Data: 26 października 2009 - Wydawca: Deutsche Grammophon     | 15 | 58 | 12 | 8  | 10 | –  | 18 | 12 | 13 | 6  | 1  | - US: złoto - POL: 4× platyna                              |
| 2010                           | Symphonicities - Data: 13 lipca 2010 - Wydawca: Deutsche Grammophon                       | 30 | 40 | 19 | 20 | 31 | 11 | –  | 30 | 17 | 6  | 1  | - POL: 3× platyna                                          |
| 2013                           | The Last Ship - Data: 23 września 2013 - Wydawca: Cherrytree, Interscope, A&M Records     | 14 | 39 | 8  | 10 | 6  | –  | 3  | 12 | 9  | 13 | 1  | POL: 2× platyna                                            |
| 2016                           | 57th & 9th - Data: 11 listopada 2016 - Wydawca: Cherrytree, Interscope, A&M               | 15 | 9  | 6  | 6  | 7  | 25 | –  | 6  | 3  | 9  | 2  | POL: 2× platyna                                            |
| 2018                           | 44/876 (wspólnie z Shaggym) - Data: 20 kwietnia 2018 - Wydawca: A&M Records               |    |    |    |    |    |    |    |    |    |    |    | POL: złoto                                                 |
| 2019                           | My Songs - Data: 24 maja 2019 - Wydawca: A&M Records                                      |    |    |    |    |    |    |    |    |    |    |    | POL: platyna                                               |
| 2021                           | The Bridge - Data: 19 listopada 2021 - Wydawca: A&M Records                               |    |    |    |    |    |    |    |    |    |    | 8  | - POL: złoto                                               |
| "–" pozycja nie była notowana. |                                                                                           |    |    |    |    |    |    |    |    |    |    |    |                                                            |

## Albumy koncertowe
| 1986                           | Bring on the Night - Data: 1 lipca 1986 (UK) - Wydawca: A&M Records                                                    | –   | 16 | 11 | 9  | – | –  | –  | 28 | –  | 19 | – | –  | - UK: srebro                         |
| 1991                           | Acoustic Live in Newcastle (limitowany nakład 3 tys. egzemplarzy) - Data: 1 listopada 1991 (UK) - Wydawca: A&M Records | –   | –  | –  | –  | – | –  | –  | –  | –  | –  | – | –  |                                      |
| 1993                           | Demolition Man (minialbum) - Data: 1 listopada 1993 (UK) - Wydawca: A&M Records                                        | 162 | 21 | –  | –  | – | 70 | –  | –  | –  | –  | – | –  |                                      |
| 1996                           | Live at TFI Friday (maxi-singel) - Data: 1 czerwca 1996 (UK) - Wydawca: A&M Records                                    | 53  | –  | –  | –  | – | –  | –  | –  | –  | –  | – | –  |                                      |
| 2000                           | Live at Universal Amphitheater - Data: 1 stycznia 2000 (USA) - Wydawca: A&M Records                                    | –   | –  | –  | –  | – | –  | –  | –  | –  | –  | – | –  |                                      |
| 2001                           | …All This Time - Data: 20 listopada 2001 (UK) - Wydawca: A&M Records                                                   | 32  | 3  | 10 | 10 | 7 | 12 | 16 | 29 | 22 | 17 | 4 | 21 | - US: złoto - UK: złoto - POL: złoto |
| "–" pozycja nie była notowana. | |     |    |    |    |   |    |    |    |    |    |   |    |                                      |

## Ścieżki dźwiękowe
| Rok  | Album                                                                                                | Uwagi |
| ---- | --- | --- |
| 1982 | Brimstone & Treacle - Data: wrzesień 1982 - Wydawca: A&M Records                                     | Ścieżka dźwiękowa do filmu Syrop z siarki i piołunu, zawierająca utwory The Police oraz solowe Stinga, a także po jednym utworze w wykonaniu The Go-Go’s, Squeeze i Finchley Children’s Music Group. |
| 1995 | The Living Sea: Soundtrack from the IMAX Film - Data: 23 maja 1995 (USA) - A&M Records               | Muzyka Stinga i Steve’a Wooda do filmu dokumentalnego The Living Sea IMAXu (reż. Greg MacGillivray, 1995). Narratorką w filmie była Meryl Streep. Film zdobył nominację do Oscara w kategorii „Best Documentary Short Subject”. |
| 2000 | Dolphins: Soundtrack from the IMAX Theatre Film - Data: 9 maja 2000 (USA) - Wydawca: Pangaea Records | Muzyka Steve’a Wooda i Stinga do filmu dokumentalnego Dolphins IMAXu (reż. Greg MacGillivray, 2000). Film zdobył nominację do Oscara w kategorii „Best Documentary Short Subject”. |
| 2000 | The Emperor's New Groove - Data: 14 listopada 2000 (USA) - Wydawca: Walt Disney Records              | Ścieżka dźwiękowa do filmu Nowe szaty króla. W piosenkach skomponowanych przez Stinga i Davida Hartleya zaśpiewali następujący artyści: Tom Jones, Eartha Kitt, Rascal Flatts, Shawn Colvin oraz Sting. Zaśpiewana przez Stinga piosenka „My Funny Friend and Me” zdobyła nominację do Oscara za najlepszą oryginalną piosenkę filmową. |

## Kompilacje
| 1988                           | Sting - Compact Hits (EP) - Data: 1 czerwca 1988 (UK) - Wydawca: A&M Records                                                                 | –  | – | –  | – | –  | –  | –  | – | – | – | – | –  |                                                               |
| 1994                           | Fields of Gold: The Best of Sting 1984–1994 - Data: 8 listopada 1994 (UK) - Wydawca: A&M Records                                             | 7  | 2 | 5  | 7 | 5  | 15 | 5  | – | 5 | – | 5 | 20 | - US: 2× platyna - UK: 3× platyna - POL: złoto - FIN: platyna |
| 1997                           | The Very Best of Sting & The Police - Data: listopad 1997 - Wydawca: A&M Records - Reedycja: 18 lutego 2002 (UK), A&M Records                | 46 | 1 | 17 | 4 | 17 | 14 | 26 | 8 | – | 4 | 5 | 22 | - US: złoto - UK: platyna                                     |
| 1999                           | Sting: At the Movies - Data: 1 grudnia 1997 (JAP) - Wydawca: A&M Records                                                                     | –  | – | –  | – | –  | –  | –  | – | – | – | – | –  |                                                               |
| 2000                           | Brand New Day: The Remixes (tylko w Japonii) - Data: 13 września 2000 (JAP) - Wydawca: A&M Records                                           | –  | – | –  | – | –  | –  | –  | – | – | – | – | –  |                                                               |
| 2001                           | Still Be Love in the World (tylko w Stanach Zjednoczonych) - Data: 1 marca 2001 (USA) - Wydawca: A&M Records                                 | –  | – | –  | – | –  | –  | –  | – | – | – | – | –  |                                                               |
| 2003                           | Songs of Love (tylko w Stanach Zjednoczonych) - Data: 19 listopada 2003 (USA) - Wydawca: A&M Records                                         | –  | – | –  | – | –  | –  | –  | – | – | – | – | –  |                                                               |
| 2005                           | My Funny Valentine (nowa wersja kompilacji Sting: At the Movies, tylko w Japonii) - Data: 23 marca 2005 (JAP) - Wydawca: A&M Records         | –  | – | –  | – | –  | –  | –  | – | – | – | – | –  |                                                               |
| 2011                           | 25 Years (box set 3CD+1DVD) - Data: 26 września 2011 (świat), 27 września 2011 (USA) - Wydawca: Cherrytree/A&M Records/Universal Music Group | –  | – | –  | – | –  | –  | –  | – | – | – | – | –  |                                                               |
| 2011                           | The Best of 25 Years - Data: 18 października 2011 - Wydawca: Cherrytree/A&M Records                                                          | –  | – | –  | – | –  | –  | –  | – | – | – | – | –  | - POL: 3x platyna                                             |
| 2014                           | Songs from the Movies and Rarities (tylko w Rosji)                                                                                           |    |   |    |   |    |    |    |   |   |   |   |    |                                                               |
| 2021                           | Duets - Data: 19 marca 2021 - Wydawca: A&M Records                                                                                           |    |   |    |   |    |    |    |   |   |   |   |    |                                                               |
| "–" pozycja nie była notowana. | |    |   |    |   |    |    |    |   |   |   |   |    |                                                               |

## Single – solowe
| 1975                          | „Whispering Voices” / „Evensong” (z grupą Last Exit)              | –   | –   | –   | –   | –   | –   | –   | –   | –   | –   | –   | |
| 1978                          | „Nuclear Waste” / „Digital Love” (z Nuclear Actors)               | –   | –   | –   | –   | –   | –   | –   | –   | –   | –   | –   | |
| 1982                          | „Spread a Little Happiness” / „Only You”                          | –   | –   | –   | –   | –   | 16  | –   | –   | 16  | –   | –   | Brimstone & Treacle (ścieżka dźwiękowa do filmu Syrop z siarki i piołunu, zawierająca utwory The Police oraz solowe autorstwa Stinga) |
| 1985                          | „If You Love Somebody Set Them Free”                              | 3   | 39  | –   | 1   | –   | 26  | 23  | –   | 15  | 38  | –   | The Dream of the Blue Turtles |
| 1985                          | „Love Is the Seventh Wave” (Single Version)                       | 17  | 20  | –   | 19  | –   | 41  | 30  | –   | 25  | 10  | –   | The Dream of the Blue Turtles |
| 1985                          | „Fortress Around Your Heart”                                      | 8   | 32  | –   | 1   | –   | 49  | –   | –   | –   | 26  | –   | The Dream of the Blue Turtles |
| 1985                          | „Russians”                                                        | 16  | –   | –   | 34  | –   | 12  | 2   | 4   | 11  | 8   | 13  | The Dream of the Blue Turtles |
| 1986                          | „Moon Over Bourbon Street”                                        | –   | –   | –   | –   | –   | 44  | –   | –   | –   | –   | –   | The Dream of the Blue Turtles |
| 1987                          | „We'll Be Together”                                               | 7   | –   | –   | 20  | –   | 41  | 46  | –   | 14  | 33  | –   | …Nothing Like the Sun |
| 1987                          | „We'll Be Together (Extended Mix)”                                | –   | –   | –   | –   | –   | –   | –   | –   | –   | –   | –   | …Nothing Like the Sun |
| 1987                          | „Little Wing”                                                     | –   | –   | –   | 11  | –   | –   | –   | –   | –   | –   | –   | …Nothing Like the Sun |
| 1987                          | „The Lazarus Heart”                                               | –   | –   | –   | 30  | –   | –   | –   | –   | –   | –   | –   | …Nothing Like the Sun |
| 1988                          | „Be Still My Beating Heart” (Single Version)                      | 15  | 37  | –   | 2   | –   | –   | –   | –   | –   | –   | –   | …Nothing Like the Sun |
| 1988                          | „Englishman in New York” (Single Version)                         | 84  | 48  | –   | 32  | –   | 51  | 30  | –   | 12  | 13  | –   | …Nothing Like the Sun |
| 1988                          | „Fragile”                                                         | –   | –   | –   | –   | –   | 70  | –   | –   | –   | 12  | –   | …Nothing Like the Sun |
| 1988                          | „Someone to Watch over Me”                                        | –   | –   | –   | –   | –   | –   | –   | –   | –   | –   | –   | Utwór z filmu Osaczona (Someone to Watch Over Me) Ridleya Scotta.                                                                     |
| 1988                          | „They Dance Alone”                                                | –   | –   | –   | –   | –   | 94  | –   | 66  | –   | 27  | –   | …Nothing Like the Sun |
| 1990                          | „Englishman in New York (Ben Liebrand Mix)”                       | –   | –   | –   | –   | –   | 15  | –   | 20  | –   | 60  | –   | …Nothing Like the Sun |
| 1990                          | „All This Time”                                                   | 5   | 9   | –   | 1   | 1   | 22  | 21  | 23  | 13  | 22  | 18  | The Soul Cages |
| 1991                          | „Mad About You” (Remix)                                           | –   | –   | –   | –   | –   | 56  | –   | 59  | –   | 44  | –   | The Soul Cages |
| 1991                          | „The Soul Cages”                                                  | –   | –   | –   | 7   | 9   | 57  | –   | –   | –   | 77  | –   | The Soul Cages |
| 1991                          | „Why Should I Cry for You”                                        | –   | –   | –   | 32  | –   | –   | 38  | –   | –   | –   | –   | The Soul Cages |
| 1992                          | „It’s Probably Me” (Edit) (feat. Eric Clapton)                    | –   | 47  | –   | 20  | –   | 30  | 4   | 22  | 17  | 7   | 16  | Lethal Weapon 3 (ścieżka dźwiękowa do filmu Zabójcza broń 3).                                                                         |
| 1993                          | „If I Ever Lose My Faith in You”                                  | 17  | 8   | –   | 5   | 4   | 14  | 39  | 31  | 28  | 30  | 16  | Ten Summoner’s Tales |
| 1993                          | „Seven Days” (Radio Edit)                                         | –   | –   | –   | –   | –   | 25  | –   | –   | –   | –   | –   | Ten Summoner’s Tales |
| 1993                          | „Fields of Gold”                                                  | 23  | 2   | –   | 24  | 12  | 16  | –   | 52  | 22  | 44  | 25  | Ten Summoner’s Tales |
| 1993                          | „She’s Too Good for Me”                                           | –   | –   | –   | –   | –   | –   | –   | –   | –   | –   | –   | Ten Summoner’s Tales |
| 1993                          | „Shape of My Heart”                                               | –   | –   | –   | –   | –   | 57  | –   | –   | –   | –   | –   | Ten Summoner’s Tales |
| 1993                          | „Love Is Stronger Than Justice (The Munificent Seven)”            | –   | –   | –   | –   | –   | –   | –   | 75  | –   | –   | –   | Ten Summoner’s Tales |
| 1993                          | „Demolition Man (Film Version)”                                   | –   | –   | –   | –   | –   | 21  | –   | –   | –   | –   | –   | Demolition Man OST (ścieżka dźwiękowa do filmu Człowiek demolka)                                                                      |
| 1993                          | „Demolition Man” (Soulpower Radio Mix)                            | –   | –   | –   | –   | –   | –   | –   | –   | –   | –   | –   | Demolition Man OST (ścieżka dźwiękowa do filmu Człowiek demolka)                                                                      |
| 1994                          | „All for Love” (wraz z Bryanem Adamsem i Rodem Stewartem)         | 1   | –   | –   | –   | –   | 2   | 7   | 1   | 1   | 3   | 1   | The Three Musketeers OST (ścieżka dźwiękowa do filmu Trzej muszkieterowie)                                                            |
| 1994                          | „Nothing 'Bout Me” (Remix)                                        | 57  | 17  | –   | –   | –   | 32  | –   | –   | –   | 41  | –   | Ten Summoner’s Tales |
| 1994                          | „When We Dance” (Edit)                                            | 38  | 12  | –   | –   | –   | 9   | –   | 51  | 9   | 32  | 42  | Fields of Gold: The Best of Sting 1984–1994                                                                                           |
| 1995                          | „This Cowboy Song” (remix feat. Pato Banton)                      | –   | –   | –   | –   | –   | 15  | –   | 51  | 19  | 48  | –   | Fields of Gold: The Best of Sting 1984–1994                                                                                           |
| 1996                          | „Let Your Soul Be Your Pilot (Edit)”                              | 86  | –   | –   | –   | –   | 15  | –   | 58  | –   | 43  | –   | Mercury Falling |
| 1996                          | „You Still Touch Me” (Edit)                                       | 60  | 21  | 19  | –   | –   | 27  | –   | –   | –   | –   | –   | Mercury Falling |
| 1996                          | „I Was Brought to My Senses” (Steve Lipson Remix)                 | –   | –   | –   | –   | –   | 31  | –   | –   | –   | –   | –   | Mercury Falling |
| 1996                          | „I’m So Happy I Can’t Stop Crying”                                | 94  | –   | 28  | –   | –   | 54  | –   | 74  | –   | –   | –   | Mercury Falling |
| 1997                          | „Roxanne '97” (Puff Daddy Remix)                                  | 59  | –   | –   | –   | –   | 17  | –   | –   | –   | 69  | –   | The Very Best of Sting & The Police                                                                                                   |
| 1999                          | „Brand New Day” (Edit)                                            | 100 | –   | 8   | –   | –   | 13  | 73  | 54  | –   | 46  | 35  | Brand New Day |
| 2000                          | „Desert Rose” (Video Edit) (feat. Cheb Mami)                      | 17  | 22  | 3   | –   | –   | 15  | 6   | 7   | 27  | 29  | 3   | Brand New Day |
| 2000                          | „Desert Rose” (Melodic Club Mix Radio Edit) (feat. Cheb Mami)     | –   | –   | –   | –   | –   | –   | –   | –   | –   | –   | –   | Brand New Day |
| 2000                          | „After the Rain Has Fallen” (Video Edit)                          | –   | –   | 19  | –   | –   | 31  | 89  | 64  | 46  | –   | –   | Brand New Day |
| 2000                          | „My Funny Friend and Me”                                          | –   | 24  | –   | –   | –   | –   | –   | –   | –   | –   | 91  | The Emperor’s New Groove (ścieżka dźwiękowa do filmu Nowe szaty króla)                                                                |
| 2001                          | „Fragile”                                                         | –   | –   | –   | –   | –   | –   | –   | 92  | –   | 75  | 64  | …All This Time |
| 2001                          | „Until..."                                                        | –   | –   | –   | –   | –   | –   | –   | –   | –   | –   | –   | Kate and Leopold (ścieżka dźwiękowa do filmu Kate i Leopold)                                                                          |
| 2003                          | „Send Your Love”                                                  | –   | –   | 29  | –   | –   | 30  | –   | 24  | –   | 43  | 37  | Sacred Love |
| 2003                          | „Whenever I Say Your Name” (Radio Version) (Sting & Mary J Blige) | –   | –   | –   | –   | –   | 60  | –   | –   | –   | 60  | 50  | Sacred Love |
| 2004                          | „Stolen Car” (Radio Version)                                      | –   | –   | –   | –   | –   | 60  | –   | 54  | –   | –   | 81  | Sacred Love |
| 2005                          | „Taking the Inside Rail"                                          | –   | –   | –   | –   | –   | –   | –   | –   | –   | –   | –   | Racing Stripes (ścieżka dźwiękowa do filmu Zebra z klasą)                                                                             |
| 2009                          | „Soul Cake”                                                       | –   | –   | –   | –   | –   | –   | –   | –   | –   | –   | –   | If on a Winter’s Night... |
| 2010                          | „Every Little Thing She Does Is Magic” (London '10 Version)       | –   | –   | –   | –   | –   | –   | –   | –   | –   | –   | –   | Symphonicities |
| 2013                          | „Practical Arrangement"                                           | –   | –   | –   | –   | –   | –   | –   | –   | –   | –   | –   | The Last Ship |
| 2016                          | „I Can’t Stop Thinking About You"                                 | –   | –   | 37  | –   | –   | –   | 52  | –   | –   | –   | –   | 57th & 9th |
| 2021                          | „If It’s Love”                                                    | –   | –   | –   | –   | –   | –   | –   | –   | –   | –   | –   | The Bridge |
| 2021                          | „Rushing Water”                                                   | TBA | TBA | TBA | TBA | TBA | TBA | TBA | TBA | TBA | TBA | TBA | The Bridge |
| 2021                          | ,,What Could Have Been"                                           | –   | –   | –   | –   | –   | –   | –   | –   | –   | –   | –   | |
| "–" pozycja nie była notowana |                                                                   |     |     |     |     |     |     |     |     |     |     |     | |

## Single – występy gościnne
| 1984                           | „Do They Know It’s Christmas?” (Band Aid)                                   | 13 | –  | –  | – | – | 1  | 34 | 1  | – | –  | 1  | |
| 1985                           | „Money for Nothing” (Dire Straits)                                          | 1  | –  | –  | – | – | 1  | –  | –  | – | –  | –  | Brothers in Arms (album grupy Dire Straits)                                                                                           |
| 1996                           | „Spirits in the Material World” (Pato Banton feat. Sting)                   | –  | –  | –  | – | – | 36 | –  | 68 | – | –  | –  | Ace Ventura: When Nature Calls OST (ścieżka dźwiękowa do filmu Ace Ventura: Zew natury)                                               |
| 1996                           | „On Silent Wings” (Tina Turner feat. Sting)                                 | –  | 24 | –  | – | – | 13 | –  | 55 | – | 37 | –  | Wildest Dreams (album Tiny Turner) |
| 1997                           | „I’m So Happy I Can’t Stop Crying” (Toby Keith feat. Sting)                 | 84 | –  | –  | 2 | 4 | –  | –  | –  | – | –  | –  | Dream Walkin’ (album Toby’ego Keitha; piosenka „I’m So Happy I Can’t Stop Crying” promowała w 1996 roku album Stinga Mercury Falling) |
| 1998                           | „Invisible Sun” (Sting & Aswad)                                             | –  | –  | –  | – | – | –  | –  | 75 | – | –  | –  | The X-Files: The Album – Fight the Future (ścieżka dźwiękowa do filmu Z archiwum X: Pokonać przyszłość)                               |
| 1998                           | „Terre d’oru (Fields of Gold)” (I Muvrini feat. Sting)                      | –  | –  | –  | – | – | –  | 36 | –  | – | 93 | –  | Leia (album grupy I Muvrini) |
| 2003                           | „Rise & Fall” (Craig David feat. Sting)                                     | –  | –  | –  | – | – | 2  | 15 | 15 | 5 | 7  | 11 | Slicker Than Your Average (album Craiga Davida)                                                                                       |
| 2004                           | „Gonna Be Some Changes Made” (Bruce Hornsby z Erikiem Claptonem i Stingiem) | –  | –  | –  | – | – | –  | –  | –  | – | –  | –  | Halcyon Days (album Bruce’a Hornsby’ego)                                                                                              |
| 2005                           | „Friend or Foe” (z duetem t.A.T.u., Sting zagrał tu na gitarze basowej)     | –  | –  | –  | – | – | 48 | –  | –  | – | –  | –  | Dangerous and Moving (album grupy t.A.T.u.)                                                                                           |
| 2006                           | „Always on Your Side” (Sheryl Crow feat. Sting)                             | 33 | 12 | 11 | – | – | –  | –  | –  | – | –  | –  | Wildflower (album Sheryl Crow) |
| 2015                           | „Stolen Car (Take Me Dancing)” (Sting & Mylène Farmer)                      |    |    |    |   |   | –  | 1  | –  | – | –  | 55 | Interstellaires (album Mylène Farmer; piosenka „Stolen Car” promowała w 2004 roku album Stinga Sacred Love)                           |
| "–" pozycja nie była notowana. |                                                                             |    |    |    |   |   |    |    |    |   |    |    | |

## Wideografia
| Rok  | Tytuł | Nośnik                                                         |
| ---- | --- | -------------------------------------------------------------- |
| 1985 | Bring On The Night - Data: 28 października 1985 (UK) - Wydawca: A&M Records                                        | VHS, później: DVD, Blu-ray                                     |
| 1990 | The Soul Cages Concert - Data: 30 listopada 1990 (UK) - Wydawca: A&M Records                                       | VHS                                                            |
| 1992 | Unplugged - Data: 3 listopada 1992 (UK) - Wydawca: A&M Records                                                     | VHS                                                            |
| 1993 | Ten Summoner’s Tales - Data: 1 marca 1993 (UK) - Wydawca: A&M Records                                              | VHS                                                            |
| 1995 | Summoner’s Travels - Data: 1 marca 1995 (UK) - Wydawca: A&M Records                                                | VHS                                                            |
| 2000 | The Brand New Day Tour: Live from the Universal Amphitheatre - Data: 26 września 2000 (UK) - Wydawca: A&M Records  | DVD                                                            |
| 2001 | …All This Time - Data: 3 grudnia 2001 (UK) - Wydawca: A&M Records                                                  | DVD                                                            |
| 2002 | Inside The Songs Of Sacred Love - Data: 30 listopada 2002 (UK) - Wydawca: A&M Records                              | DVD                                                            |
| 2007 | The Journey & the Labyrinth (Sting i Edin Karamazov) - Data: 12 lutego 2007 (świat) - Wydawca: Deutsche Grammophon | DVD+CD                                                         |
| 2010 | Live in Berlin - Data: 26 listopada 2010 (świat) - Wydawca: Deutsche Grammophon/Cherrytree Records                 | dostępne trzy wersje: - DVD - Blu-ray - DVD+CD (wersja deluxe) |